# Керак-телор
Кера́к-тело́р (индон. kerak telor, буквально — «яичная корка») — блюдо индонезийской кухни, традиционный кулинарный специалитет столицы страны Джакарты.
Представляет собой порцию клейкого риса, изжаренную со взбитым яйцом с добавлением копры, лука и некоторых других ингредиентов. В Джакарте часто продается уличными разносчиками, в частности, в ходе различных массовых мероприятий.

## Происхождение и распространение

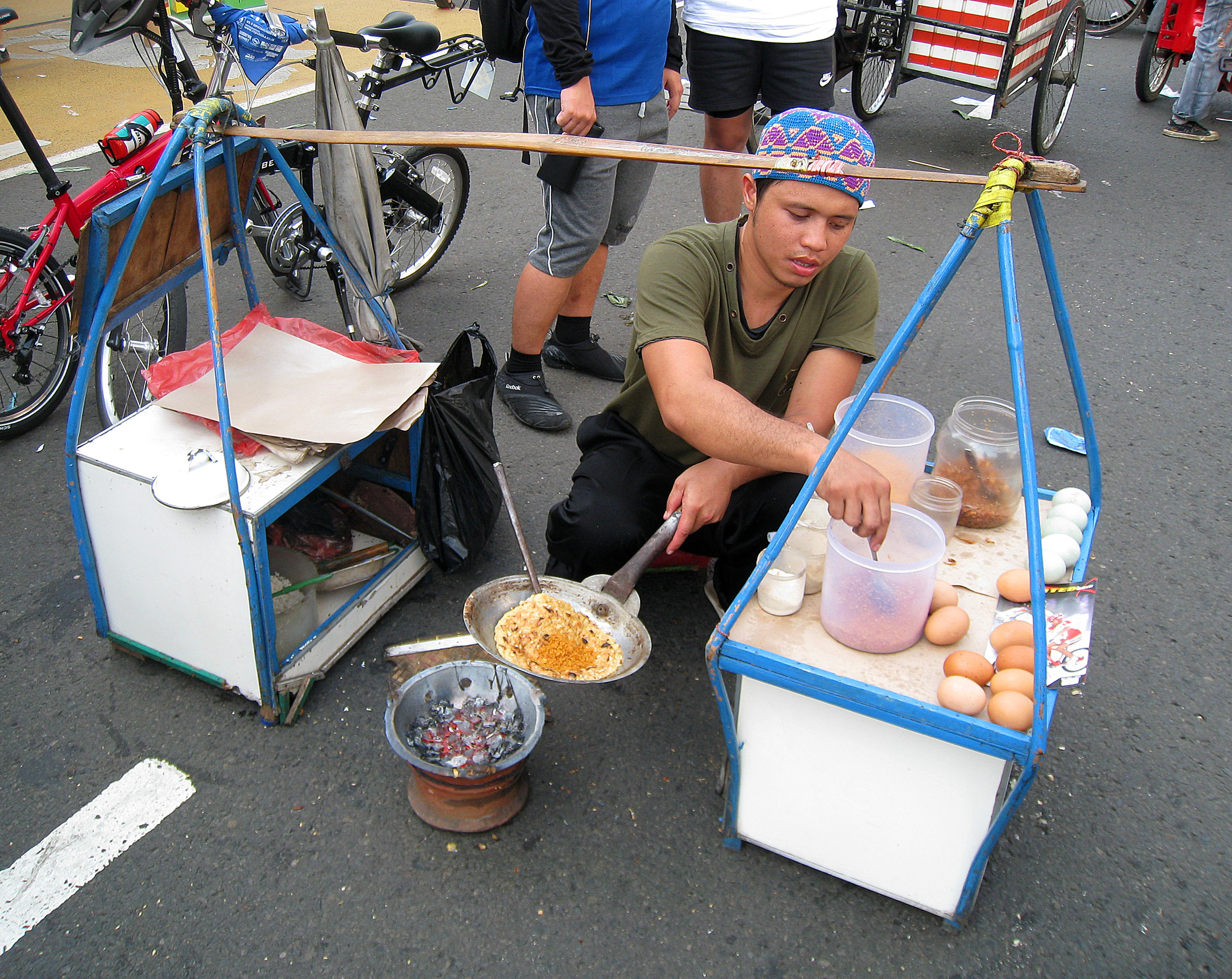
Приготовление керак-телора уличным разносчиком. Джакарта

Керак-телор является давним специалитетом джакартской кухни. Известно, что он был весьма популярен среди жителей будущей столицы Индонезии ещё в колониальный период, когда этот город назывался Батавией и был административным центром Нидерландской Ост-Индии.
Предполагается, что изобретение этого блюда было связано со стремлением обитателей Батавии улучшить не слишком высокие вкусовые качества клейких сортов риса, которые в силу своей дешевизны составляли в прошлом значительную часть рациона небогатых горожан. Для этих целей использовался набор традиционных продуктов местной кухни, в частности, копра, вполне доступная даже для беднейшего населения — до начала XX века кокосовые пальмы обильно произрастали не только в пригородах Батавии, но и непосредственно в городской черте.

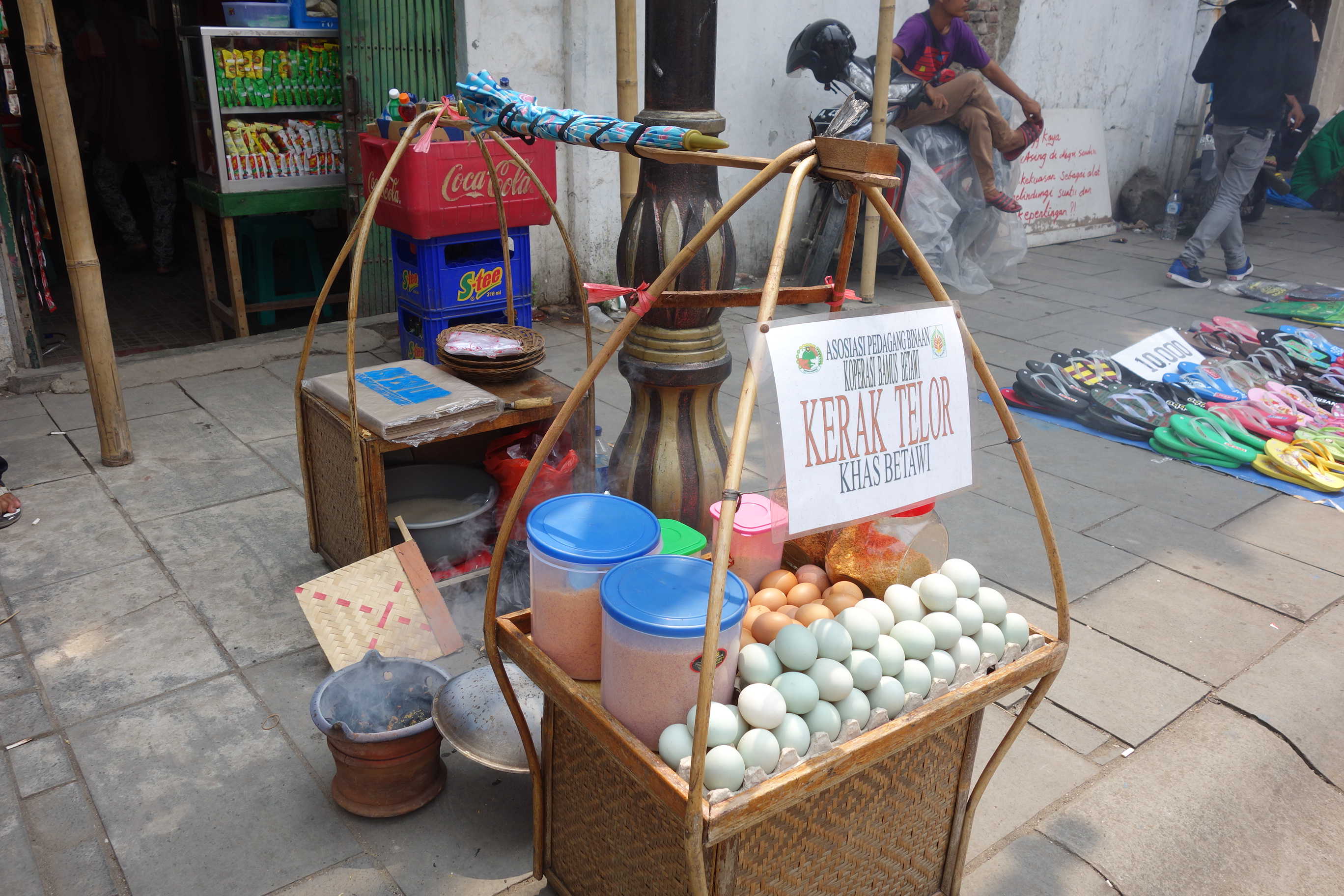
Лоток продавца керак-телора в историческом центре Джакарты. На выбор предлагаются утиные (спереди) или куриные яйца.

Ещё в колониальный период керак-телор стал популярным блюдом уличной кухни — он готовился и продавался торговцами многочисленных городских рынков, а также разносчиками, промышлявшими в людных местах. При этом из обычной домашней кухни столичных жителей он постепенно уходил, в том числе, благодаря широкому распространению неклейких сортов риса.
Именно в качестве уличного блюда керак-телор в основном и сохранился в современной Джакарте. Нередко его готовят в ходе различных массовых мероприятий. В частности, сложилась устойчивая традиция продажи этого блюда разносчиками в ходе ежегодной Джакартской ярмарки, обычно собирающей многотысячные толпы посетителей. В результате многими джакартцами оно воспринимается как один из символов ярмарки.
За пределами Джакарты это блюдо известно достаточно мало. Оно иногда продаётся уличными разносчиками в некоторых яванских городах, в частности в Семаранге, административном центре провинции Центральная Ява.
В самой Джакарте практика изготовления керак-телора постепенно сужается. В значительной степени это связано с высокой иммиграционной привлекательностью индонезийской столицы: всё бо́льшую часть уличных разносчиков здесь составляют выходцы из других районов Явы, не знакомые с местными кулинарными традициями. В результате даже среди коренных джакартцев это кушанье всё чаще воспринимается как старинное и редкое, своего рода «исторический реликт».

## Приготовление и подача

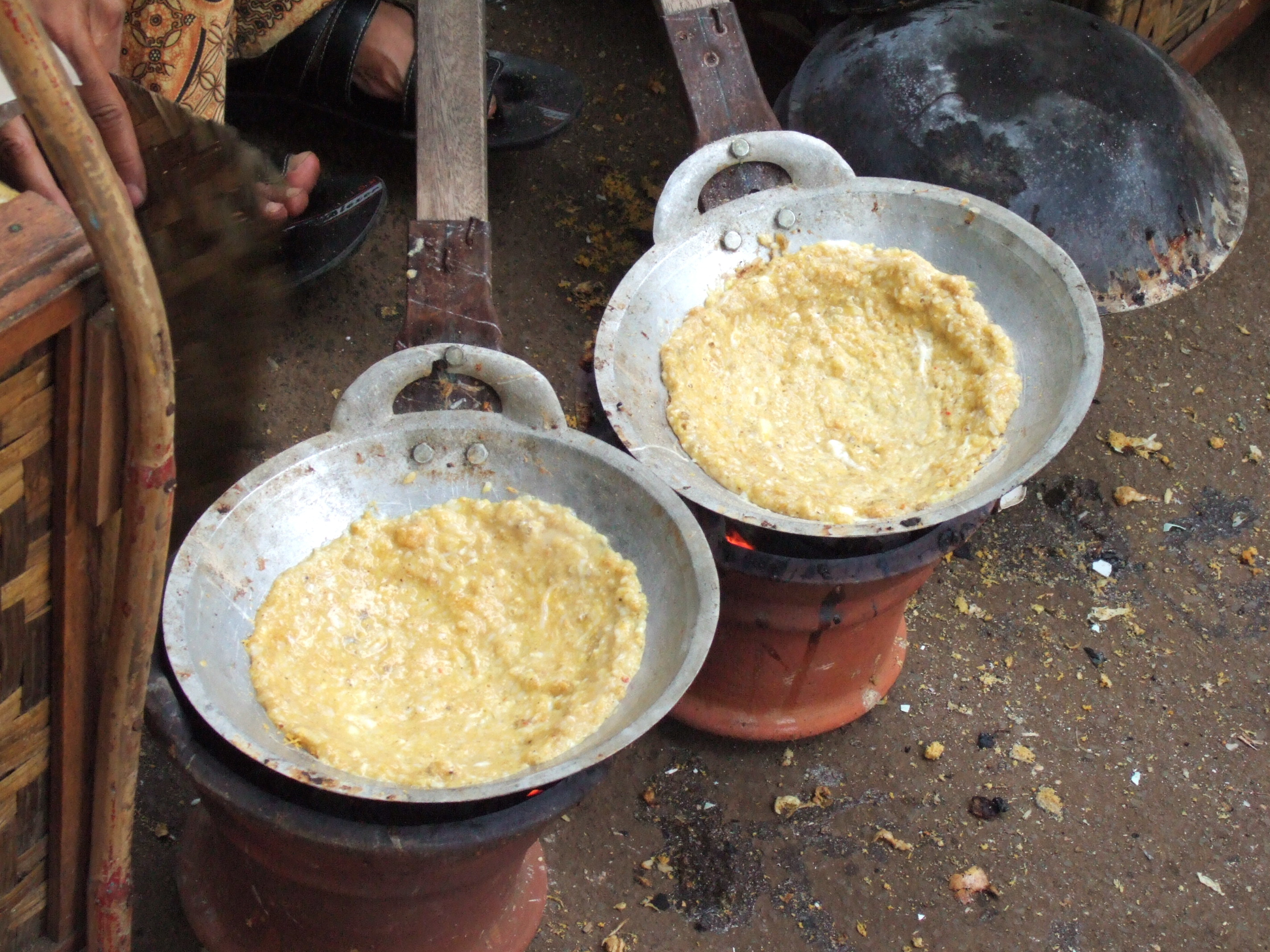
Порции керак-телора в стадии полуготовности

С кулинарной точки зрения керак-телор фактически представляет собой омлет, содержащий обильную начинку. Основу этой начинки составляет варёный клейкий рис, который разогревается в сковороде или на воке без какого-либо растительного масла или животного жира. В слегка поджаренный рис вливается взбитое яйцо — куриное или утиное (последнее считается особым специалитетом джакартской и яванской кухни).
Образовавшаяся рисово-яичная смесь продолжает жариться и при этом периодически помешивается. В процессе жарки в неё добавляются различные продукты, которые иногда бывают достаточно многочисленными. Непременным ингредиентом являются такая популярная яванская приправа, как серунденг — измельчённая в стружку мякоть молодого кокосового ореха, выжаренной в масле, а также жареный репчатый лук либо лук-шалот. Часть жареного лука добавляется в керак-телор во время жарки, часть используется для обсыпки уже готового либо почти готового блюда.

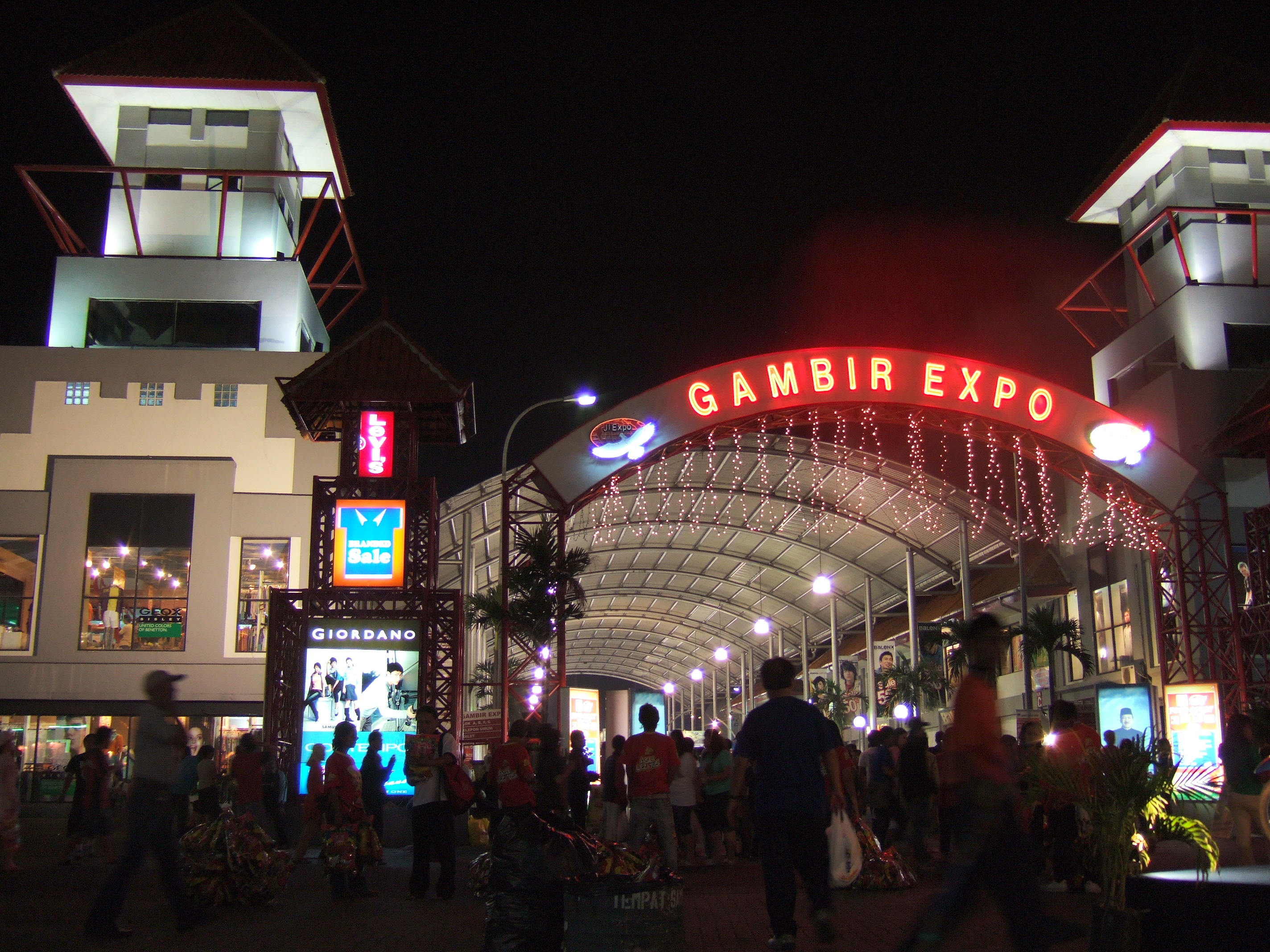
Территория Джакартской ярмарки — культовое место продажи керак-телора

Кроме того, в керак-телор, как правило, добавляются толчёные сушёные креветки, соль, сахар, кокосовое молоко, а также разнообразные специи: чёрный перец, мелко нашинкованные красный перец, имбирь и корень калгана. Иногда по ходу готовки блюдо загущается небольшим количеством пшеничной или кукурузной муки.
После добавления всех основных ингредиентов образовавшуюся смесь разравнивают по днищу сковороды или вока и жарят ещё некоторое время. На финальной стадии жарки выполняется особый кулинарный приём, отличающий керак-телор от большинства других блюд индонезийской кухни: сковорода переворачивается и некоторое время держится над огнём вверх дном с тем, чтобы обеспечить обжарку верхнего слоя блюда. Керак-телор при этом не вываливается из сковороды, поскольку за время жарки — без масла или жира — достаточно прочно пристаёт к её днищу.
Готовое блюдо имеет консистенцию запеканки или плотного омлета и форму толстого блина, покрытого с обеих сторон равномерной хрустящей корочкой (собственно, название кушанья переводится с индонезийского языка как «яичная корка»).
В условиях уличной кухни принято готовить небольшие порции керак-телора, тогда как в домашних условиях иногда готовится достаточно большое блюдо, рассчитанное на нескольких человек. Есть керак-телор принято горячим, как можно скорее после жарки.